# Jílové (Hodkovice nad Mohelkou)
Jílové (německy Jilowei) je vesnice, část města Hodkovice nad Mohelkou v okrese Liberec. Nachází se asi dva kilometry jihovýchodně od Hodkovic nad Mohelkou. Jílové leží v katastrálním území Jílové u Hodkovic nad Mohelkou o rozloze 1,5 km².

## Historie
První písemná zmínka o vesnici pochází z roku 1543.

## Pamětihodnosti
- Kaple Anděla Strážce – torzo stavby dosud stojí v někdejším panském dvoře čp. 20, 21 a 22. Do roku 1998 byla památkově chráněná, přestože notně zchátralá. Ochrany byla zbavena navzdory protestům regionálních památkářů. Majitel (místní firma Nisa-Union) větší část kaple bez varování zboural v roce 2011.[5]
- nezalesněný neovulkanický vrch Hrobka (487 m) jižně od vsi s vyhlídkou na Ještědský hřbet a Český ráj
- lesnatý vrch Zabolky (531 m) východně od Jílového s drobnějšími skalními odkryvy v opuštěných pískovnách a kamenolomu a dílčími výhledy z východního úbočí